# Ludwig von l’Hospital
Ludwig von l’Hospital (* 1669; † 25. März 1755 in Memel) war ein preußischer General der Infanterie, Kommandant von Memel und Chef des Garnisonsbataillons Nr. 1.
Er entstammt einer französischen protestantischen Adelsfamilie und war der Neffe von General Ludwig von Beauveau. Er kam zunächst aus Sicherheitsgründen zu seinem Onkel Ludwig von Beauveau in die Champagne. Der schickte ihn als Pagen an den Hof des Kurfürsten Friedrich Wilhelm. Am 30. März 1689 schenkte Friedrich III. ihm 100 Taler und ernannte ihn zum Offizier der Armee.
Sein erster Feldzug führte ihn zur Belagerung von Bonn, er hielt sich gut und stieg schnell zum Major auf. Am 14. Juni 1710 wurde er Oberstleutnant im Kavallerie-Regiment (Prinz Friedrich Wilhelm). Am 29. August 1719 wurde er Oberst und etwas später auch noch Kommandant von Königsberg in Preußen. Im Juni 1731 wurde er zum Generalmajor befördert. Im Jahr 1742 wurde er als Kommandant von Memel versetzt, zugleich erhielt er das Garnisonsbataillon Nr. 1. 1744 erhielt er zudem die Beförderung zum Generalleutnant und 1747 noch die Ernennung zum General der Infanterie. Er starb 1755 in Memel.

## Familie
Er war mit Anna de Jaucourt (* 1683; † 24. Januar 1754) verheiratet.